# Auriflama (estandarte)

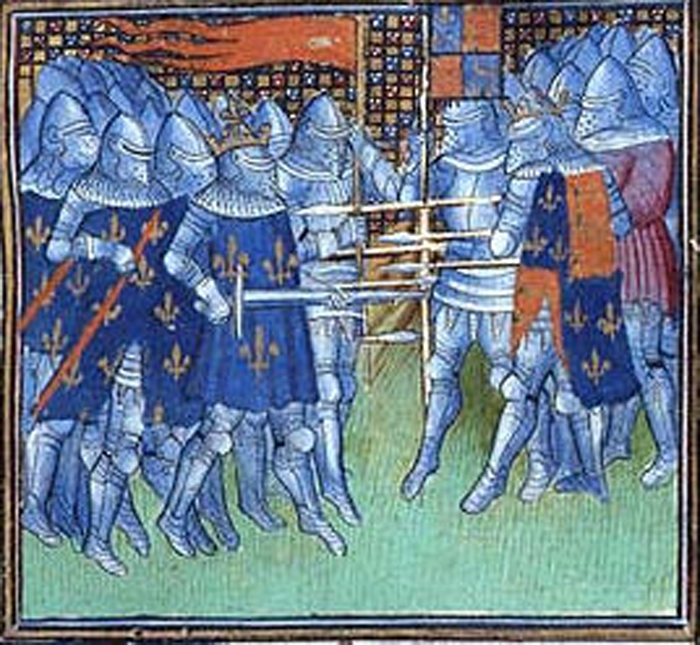
A Batalha de Poitiers em 1356. A auriflama pode ser vista no canto superior esquerdo.

Auriflama (do latim aurea flamma , "chama dourada") ou Oriflamme foi o estandarte de batalha do rei da França na Idade Média. Era originalmente a bandeira sagrada da Abadia de St. Denis , um mosteiro perto de Paris. Quando aauoriflama era levantada em batalha pela realeza francesa durante a Idade Média, mais notavelmente durante a Guerra dos Cem Anos, nenhum adversário deveria ser preso até ser abatido. Através dessa tática, eles esperavam causar medo no coração do inimigo, especialmente os nobres, que normalmente poderiam esperar ser levados vivos para resgates durante tais encontros militares.
Em francês, o termo "oriflamme" passou a significar qualquer bandeira com pontas pontiagudas; por associação com a forma do original.

## Origem
A Auriflama foi mencionada na canção do século XI Chanson de Roland (vv. 3093-5) como uma bandeira real, primeiro chamada Romaine e depois Montjoie .  Segundo a lenda, Carlos Magno levou-o para a Terra Santa em resposta a uma profecia relativa a um cavaleiro que possuía uma lança dourada, da qual as chamas queimavam e expulsavam os sarracenos.  Isso sugere que a lança era originalmente o objeto importante, com a faixa simplesmente como uma decoração, mas isso mudou com o tempo.

## História
A Auriflama foi usada pela primeira vez por Luís VI em 1124 e foi levado pela última vez em batalha em Agincourt em 1415, embora uma versão dele permanecesse na Abadia de St. Denis até o século XVIII.
Luís VI substituiu a bandeira anterior de São Martinho pela auriflama da Abadia de St. Denis, que ficava ao redor do túmulo de St. Denis e foi dito que foi dado à abadia pelo rei Dagobert. Até o século XII, o porta-estandarte era o conde de Vexin, que, jurando a St. Denis, era o defensor temporal da abadia. Luís VI, tendo adquirido Vexin, tornou-se porta-estandarte; Assim que a guerra começou, Luís VI recebeu a Comunhão em St. Denis e tirou o estandarte do túmulo do santo para levá-lo ao combate.
Está registrado como tendo sido usada nas seguintes batalhas/campanhas:
- Bouvines 1214
- Sétima Cruzada 1248
- Mons-en-Pévèle 1304
- Crécy 1346
- Poitiers 1356
- Roosebeke 1382
- Agincourt 1415

A auriflama foi perdida pelo menos cinco vezes durante a sua história medieval; Mons-en-Pévèle, Crécy Poitiers e Agincourt, e também durante as campanhas da Sétima Cruzada no reinado de Luís IX .

## Aparência
A faixa era de seda vermelha ou vermelho-alaranjado e trazida de uma lança dourada.  Segundo a lenda, sua cor provém do sangue do então recém-decapitado St. Denis.
As descrições sobreviventes da auriflama estão em Guillaume le Breton (século XIII), na "Crónica de Flandres" (século XIV), na "Registra Delphinalia" (1456) e no inventário do tesouro de St. Denis (1536).  Eles mostram que a primitiva ariflama foi sucedida no decorrer dos séculos pelos novos Oriflammes, que tinham pouca semelhança um com o outro, exceto pela sua cor.

## Significado
Quando a auriflama era exibida no campo de batalha, indicava que não se deveria ter nenhuma piedade, sendo sua cor vermelha símbolo de crueldade e ferocidade.
Embora o azul (do ramo azul de São Martinho de Tours) coberto de flores de ouro permanecesse o símbolo da realeza até o século XV, a auriflama tornou-se o padrão de batalha real do rei da França, e foi carregada na cabeça das forças do rei quando eles encontravam outro exército em batalha. No século XV, a flor-de-lis na bandeira branca de Joana d'Arc transformou-se no novo padrão real, substituindo tanto o símbolo da realeza quanto a auriflama no campo de batalha.

## Cultura popular
- Na série de TV, Vikings, a auriflama é usada pela princesa Gisla após Paris ser invadida por Ragnar Lothbrok.